# Michael Feinstein

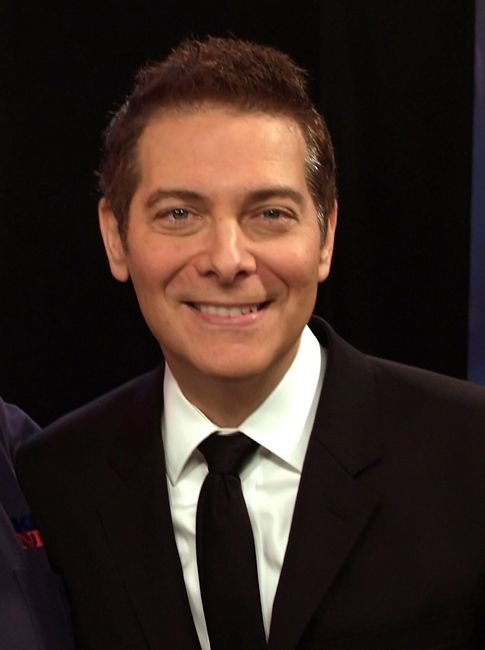
Michael Feinstein (2009)

Michael Feinstein (* 7. September 1956 in Columbus, Ohio) ist ein US-amerikanischer Sänger, Songwriter, Pianist und Schauspieler. Feinstein ist insbesondere für sein Repertoire von Liedern aus dem Great American Songbook bekannt.

## Leben

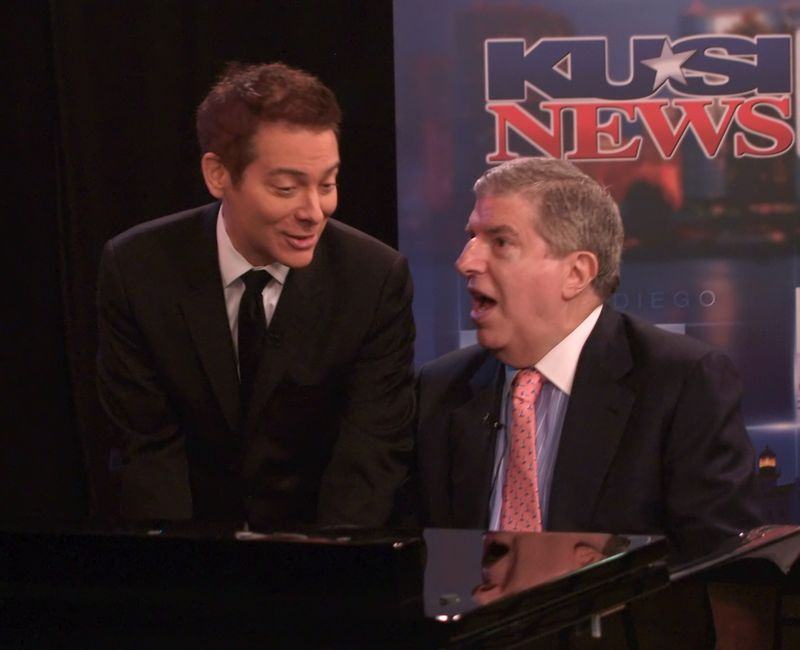
Michael Feinstein und Marvin Hamlisch singen Cole Porters „Anything Goes“ (2009)

Feinstein wurde 1956 als Sohn von Florence Mazie und Edward Feinstein geboren. In seiner Kindheit lernte er Klavierspielen und ging mit 20 Jahren nach seiner Schulzeit in Ohio nach Los Angeles, wo er zwei Jahre lang als Klavierspieler in Bars tätig war. Dort lernte Feinstein Ira Gershwin kennen, der ihn sechs Jahre in Beverly Hills anstellte, um seine große Sammlung von Musikaufnahmen (und die seines Bruders George Gershwin) zu katalogisieren. In diesen Jahren lernte Feinstein auch die Grundstücksnachbarin von Ira Gershwin Rosemary Clooney in Beverly Hills kennen, mit der ihn eine enge Freundschaft bis zu ihrem Tod verband.
1986 brachte Feinstein seine erste CD Pure Gershwin, eine Sammlung von Musik von George und Ira Gershwin, heraus. Kurz darauf veröffentlichte Feinstein 1986 Live at the Algonquin und Remember, Musikstücke von Irving Berlin. Danach folgten Isn't It Romantic und Over There.
Danach startete Feinstein ein Musikprojekt im Bereich Great American Songbook: gemeinsam mit Burton Lane, Jule Styne, Jerry Herman, Hugh Martin, Jimmy Webb, Jay Livingston und Ray Evans. 1992 brachte Feinstein ein Musikalbum für Kinder Pure Imagination heraus. Weitere Alben Forever, Such Sweet Sorrow, Big City Rhythms. Romance on Film/Romance on Broadway, Live with the Israel Philharmonic und Hopeless Romantics folgten. Feinstein ist der Eigentümer des Manhattan Nachtclubs Feinstein’s beim Theater Regency, eine Showbühne für Cabaretdarsteller. Seit Oktober 2008 lebt Feinstein in einer eingetragenen Partnerschaft mit Terrence Flannery. 2009 trat Feinstein gemeinsam mit dem Sänger Cheyenne Jackson in einer Musikshow The Power of Two in New York City auf.

## Preise und Auszeichnungen (Auswahl)
- 1988: Drama Desk Special Award
- 2009: Grammy Awards 2009, Nominierung für Bestes Gesangsalbum – Traditioneller Pop (Best Traditional Pop Vocal Album)

## Filmografie (Auswahl)
- 1987: Die besten Jahre (Thirtysomething, Fernsehserie, Folge 1x05)
- 1987: Society (The Two Mrs. Grenvilles)
- 1994: Liebe ist nicht bloß ein Wort (This Can't Be Love)
- 1996: Cybill, (Fernsehserie, Folge 2x23)
- 1996: Ivana Trump: Liebe kann man nicht kaufen (For Love Alone: The Ivana Trump Story)
- 1998: The Closer (Fernsehserie, Folge 2x13)
- 2006: Eine himmlische Familie (7th Heaven, Fernsehserie, Folge 1x05)
- 2014: Devious Maids – Schmutzige Geheimnisse (Devious Maids, Fernsehserie, Folge 2x13)